# Macroangiopatía diabética
La macroangiopatía diabética es el conjunto de alteraciones que se producen en las arterias de los diabéticos. Esta enfermedad es la forma más grave de aterosclerosis. Afecta a grandes vasos sanguíneos y está influida de manera importante por la glucosilación de proteínas del endotelio vascular con formación de compuestos AG, así como también la hiperlipidemia (hipercolesterolemia) es un factor importante en la formación de las placas de ateroma.
Las lesiones de la macroangiopatía son semejantes a las placas de ateroma; estas aparecen de una forma precoz, aunque evolucionan con gran rapidez.
- Datos: Q5988941